# Vincent Moon

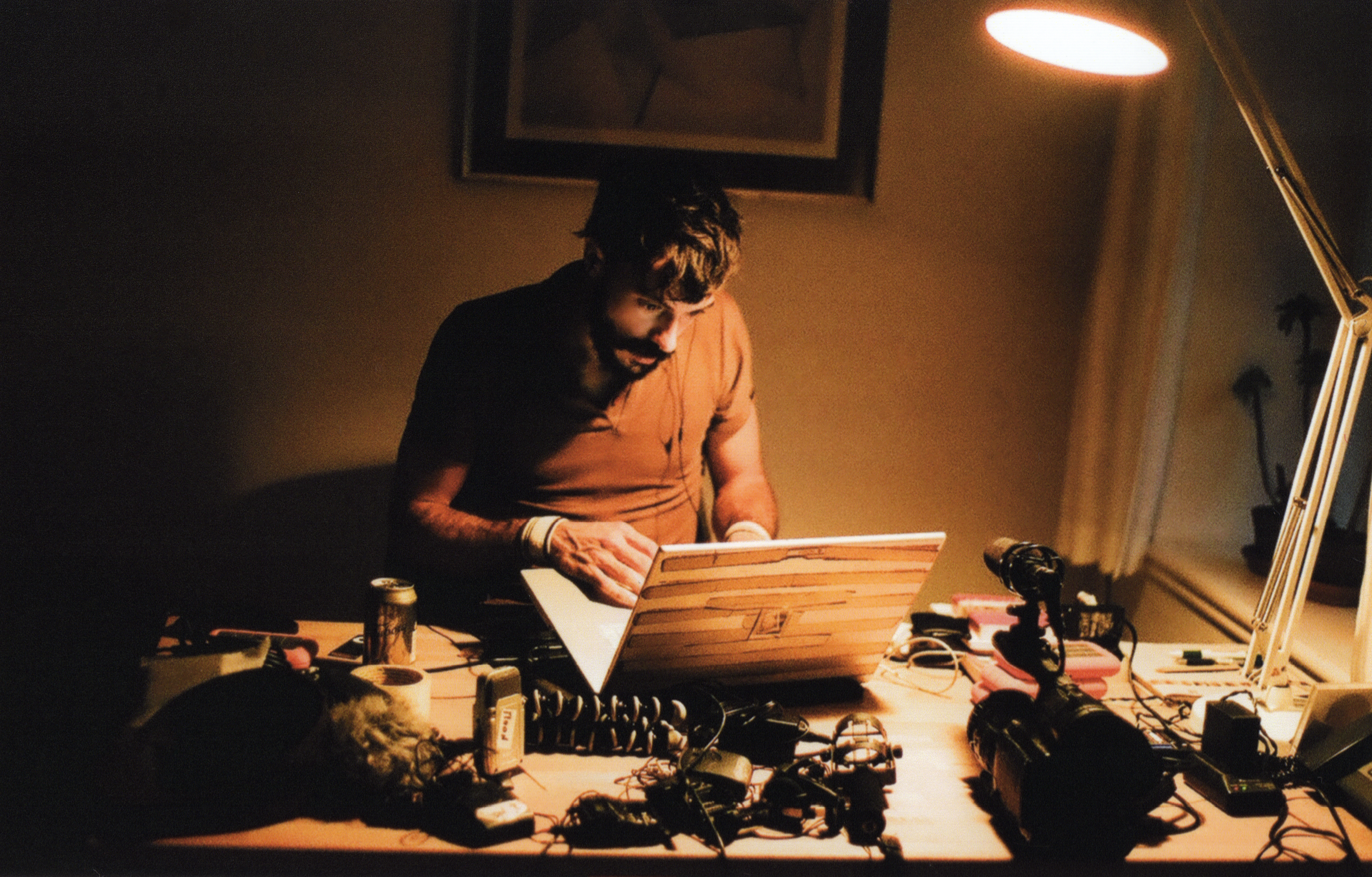
Vincent Moon

Vincent Moon (n. 25 de agosto de 1979, París) es un director de vídeos musicales, así como productor y director de documentales y cine experimentales. 
Moon ha dirigido videos musicales para varios artistas, como R.E.M., Tom Jones, Bloc Party, Seasick Steve, Fleet Foxes, The Wombats, dEUS, An Pierle, Bon Iver, Black Lips, Yeasayer, Liars, Arcade Fire, O'Death, The Ex, De Kift, Stephen Malkmus, Scout Niblett, Caribou, Vic Chesnutt, Architecture in Helsinki, The National, The Young Gods, The Shins, Andrew Bird, The Kooks, Okkervil River, Xiu Xiu, Sufjan Stevens y Beirut.
En 2007 moon ha dirigido el documental Changes in Rhythm para Coca-Cola y en 2009 moon ha filmado un documental sobre Yuri Landman.
Al publicar en línea el episodio #100 de los Take Away shows Archivado el 1 de febrero de 2014 en Wayback Machine., sobre la artista argentina Soema Montenegro, anunció que se alejaba de la blogoteque para empezar un nuevo proyecto, el sello nómade Petites Planetes. La web fue atacada en 2013 por hackers, pero el contenido aún está en línea en vimeo y YouTube, con films sobre Tom Zé y Maricel Ysasa, entre muchos otros. Actualmente Vincent Moon realiza flms interesado en el aspecto ritual de la música. Recorrió África, Europa del este, Vietnam documentando canciones ancestrales. El primer día de 2014 publicó en bancamp  Benedictions una pieza sonora en la que reúne grabaciones de rituales de diversas regiones del mundo.

## Videografía

### The Take-Away Shows
- Take-Away Show #1 - The Spinto Band
- Take-Away Show #2 - Jens Lekman
- Take-Away Show #3 - Thomas Dybdalh
- Take-Away Show #4 - Jeffrey Lewis
- Take-Away Show #5 - Ramona Cordova
- Take-Away Show #6 - Okkervil River
- Take-Away Show #7 - Mojave 3
- Take-Away Show #8 - Casiotone For The Painfully Alone
- Take-Away Show #9 - Suart Staples
- Take-Away Show #10 - Xiu Xiu
- Take-Away Show #11 - Grizzly Bear
- Take-Away Show #12 - The Kooks
- Take-Away Show #13 - Islands
- Take-Away Show #14 - Volcano!
- Take-Away Show #15 - Elysian Fields
- Take-Away Show #16 - My Brightest Diamond
- Take-Away Show #17 - Doveman
- Take-Away Show #18 - The Divine Comedy
- Take-Away Show #19 - Dean and Britta
- Take-Away Show #20 - Polar
- Take-Away Show #21 - Herman Düne
- Take-Away Show #22 - The Hidden Cameras
- Take-Away Show #23 - Au Revoir Simone
- Take-Away Show #24 - I'm from Barcelona
- Take-Away Show #25 - Guillemots
- Take-Away Show #26 - Lapin Machin
- Take-Away Show #27 - Kria Brekkan
- Take-Away Show #28 - Tapes 'n Tapes
- Take-Away Show #29 - First Nation & Bear in Heaven
- Take-Away Show #30 - Alamo Race Track
- Take-Away Show #31 - Cali
- Take-Away Show #32 - Stars Like Fleas
- Take-Away Show #33 - Tobias Froberg
- Take-Away Show #34 - Tahiti Boy
- Take-Away Show #35 - Cold War Kids
- Take-Away Show #36 - The Low Lows
- Take-Away Show #37 - Francois Virot
- Take-Away Show #38 - Eagle*Seagull
- Take-Away Show #39 - Essie Jain
- Take-Away Show #40 - The National
- Take-Away Show #41 - Arcade Fire
- Take-Away Show #42 - Chris Garneau
- Take-Away Show #43 - The Ruby Suns
- Take-Away Show #44 - The Shins
- Take-Away Show #45 - Andrew Bird
- Take-Away Show #46 - Alan Sparhawk (Low)
- Take-Away Show #47 - Benni Hemm Hemm
- Take-Away Show #48 - Jeremy Warmsley
- Take-Away Show #49 - Damon and Naomi
- Take-Away Show #50 - Sufjan Stevens
- Take-Away Show #51 - Lonely, Dear
- Take-Away Show #52 - Of Montreal vs Axe Riverboy
- Take-Away Show #53 - Keren Ann
- Take-Away Show #54 - Voxtrot/Sparrow House
- Take-Away Show #55 - Dirty Projectors
- Take-Away Show #56 - Pascal Comelade
- Take-Away Show #57 - Rio en Medio
- Take-Away Show #58 - Architecture in Helsinki
- Take-Away Show #59 - Inlets/Marla Hansen
- Take-Away Show #60 - Soirée à Emporter feat. Zach Condon, Kocani Orkestar, Inlets, Jeremy Warmsley, Sparrow House, Sebastian Schuller and David-Ivar Herman Düne
- Take-Away Show #61 - Liars
- Take-Away Show #62 - Menomena
- Take-Away Show #63 - Gravenhurst
- Take-Away Show #64 - Beirut
- Take-Away Show #65 - Final Fantasy
- Take-Away Show #66 - Elvis Perkins
- Take-Away Show #67 - St Vincent
- Take-Away Show #68 - Crammed Discs Week
- Take-Away Show #69 - Malajube
- Take-Away Show #70 - Paris, Lost in Texas (Austin, Texas) feat. Jad Fair, Peter and the Wolf and Sparrow House.
- Take-Away Show #71 - Department of Eagles
- Take-Away Show #72 - Jonquil
- Take-Away Show #73 - A Hawk and a Hacksaw
- Take-Away Show #74 - Vic Chesnutt
- Take-Away Show #75 - Marissa Nadler
- Take-Away Show #76 - Caribou
- Take-Away Show #77 - Taraf de Haïdouks
- Take-Away Show #78 - Scout Niblett
- Take-Away Show #79 - Alela Diane
- Take-Away Show #80 - Vampire Weekend
- Take-Away Show #81 - Castanets
- Take-Away Show #82 - Animal Collective
- Take-Away Show #83 - Sid Touré
- Take-Away Show #84 - The Ex
- Take-Away Show #85 - De Kift
- Take-Away Show #86 - Stephen Malkmus
- Take-Away Show #87 - Yeasayer
- Take-Away Show #88 - Pigeon John
- Take-Away Show #89 - R.E.M.
- Take-Away Show #90 - Bowerbirds
- Take-Away Show #91 - Noah and the Whale
- Take-Away Show #92 - Winter Family
- Take-Away Show #93 - Bon Iver
- Take-Away Show #94 - Gaspar Claus and Pedro Soler
- Take-Away Show #95 - Man Man
- Take-Away Show #96 - Seasick Steve
- Take-Away Show #97 - Patrick Watson
- Take-Away Show #98 - Kazuki Tomokawa
- Take-Away Show #99 - The Luyas
- Take-Away Show #100 - Soema Montenegro

## Filmografía
- Instant Stuff
- Changes in Rhythm
- A Skin, a Night[1]
- An Island